# Népszabadság
A Népszabadság Magyarország legnagyobb országos politikai, közéleti napilapja volt 2016. októberi megszűnéséig. Budapesti és országos kiadásban jelent meg a hét hat napján, váltakozva más-más mutációs regionális oldalakkal, színes, tematikus mellékletekkel.
Első évfolyamának 1. száma az MSZMP kiadásában, a korábbi Szabad Nép utódaként jelent meg 1956. november 2-án. Az újság a rendszerváltásig az MSZMP központi lapjaként működött és az állampárt totális felügyeletével különleges privilégiumokat élvezett. A Magyar Szocialista Párthoz (MSZP) kötődő Szabad Sajtó Alapítvány révén 2015-ig jelentős befolyása volt a pártnak a lapban. A lapot ekkor a Mediaworks Hungary Zrt. vásárolta meg.
2016. október 8-án a kiadó bejelentette, hogy felfüggeszti a lap kiadását. Az utolsó kiadott szám a LXXIV. évfolyam 237. száma volt.
December 12-én a kiadó tulajdonosa hivatalosan is közölte, hogy megszüntetik a lapot, mert nem látják sem racionális lehetőségét, sem gazdasági megalapozottságát a Népszabadság újraindításának.
2017. januárban a Fővárosi Törvényszék jogerős ítéletében kimondta, hogy a Mediaworks Zrt. jogellenesen járt el, mert a munkavállalók előzetes tájékoztatása nélkül döntött a Népszabadság felszámolásáról, és a munkavállalók munkavégzés alóli felmentéséről.

## A Népszabadság védjegyei
Korábban a Népszabadság Kiadó és Nyomdaipari Zártkörűen Működő Részvénytársaság (1034 Bécsi út 122–124.) cég nevén álltak a NÉPSZABADSÁG (szóvédjegy) és egyéb, a Népszabadság szót is tartalmazó védjegyek, valamint a "nol.hu" védjegy. Mindezek a védjegyek 2016. októberében a Mediaworks Hungary nevén állnak. (A "Népszabadság Könyvklub" védjegy kivételével.)

## Népszabadság online
A Népszabadság online a Népszabadság napilap interneten közzétett változata volt, amely a www.nol.hu URL-címen elérhető. 2016. október 8. és december 12. között ezen a címen a Mediaworks sajtóközleménye volt olvasható magyar és angol nyelven, amiben a lap felfüggesztést elsősorban az újság veszteségeivel indokolták. A nol.hu a megszüntetés bejelentését követően archívumként működik, a tartalma nem frissül, és az egyes írások nem kommentelhetőek.
A 2017 novembere óta működő ujnepszabadsag.com honlap – impresszuma szerint – nem a Népszabadság utódja, csak szellemiségében kötődik hozzá.

## Története

### Előzmények
Az 1956-os forradalom idején a Magyar Dolgozók Pártja központi lapja 1956. október 29-én jelent meg utoljára Szabad Nép néven, mert hiába volt az irányváltás, a kommunista pártlap bélyegét magán viselő újságot a régi címen nem lehetett többé eladni. „Az utcákon inkább égették, mint olvasták” – írta Révész Sándor történész. A szerkesztőség Magyar Szabadság címmel tervezte másnap kiadni a lapot, amikor 29-én este Dudás József, Országos Nemzeti Forradalmi Bizottmánya elfoglalta a székházat és a szerkesztőségben vita tört ki, ilyen körülmények közt kiadják-e a lapot.
Október 30-án a Szabad Nép újságírói az Országházban tanácskoztak, végül amellett döntöttek, hogy Pándi Pál javaslatára a Táncsics Mihályra utaló Népszabadság címen indítják el az újjáalakuló kommunista párt új lapját, amely a párt reformjaival párhuzamosan „tiszta lappal” kívánt továbblépni a forradalom szabad sajtótermékei között.

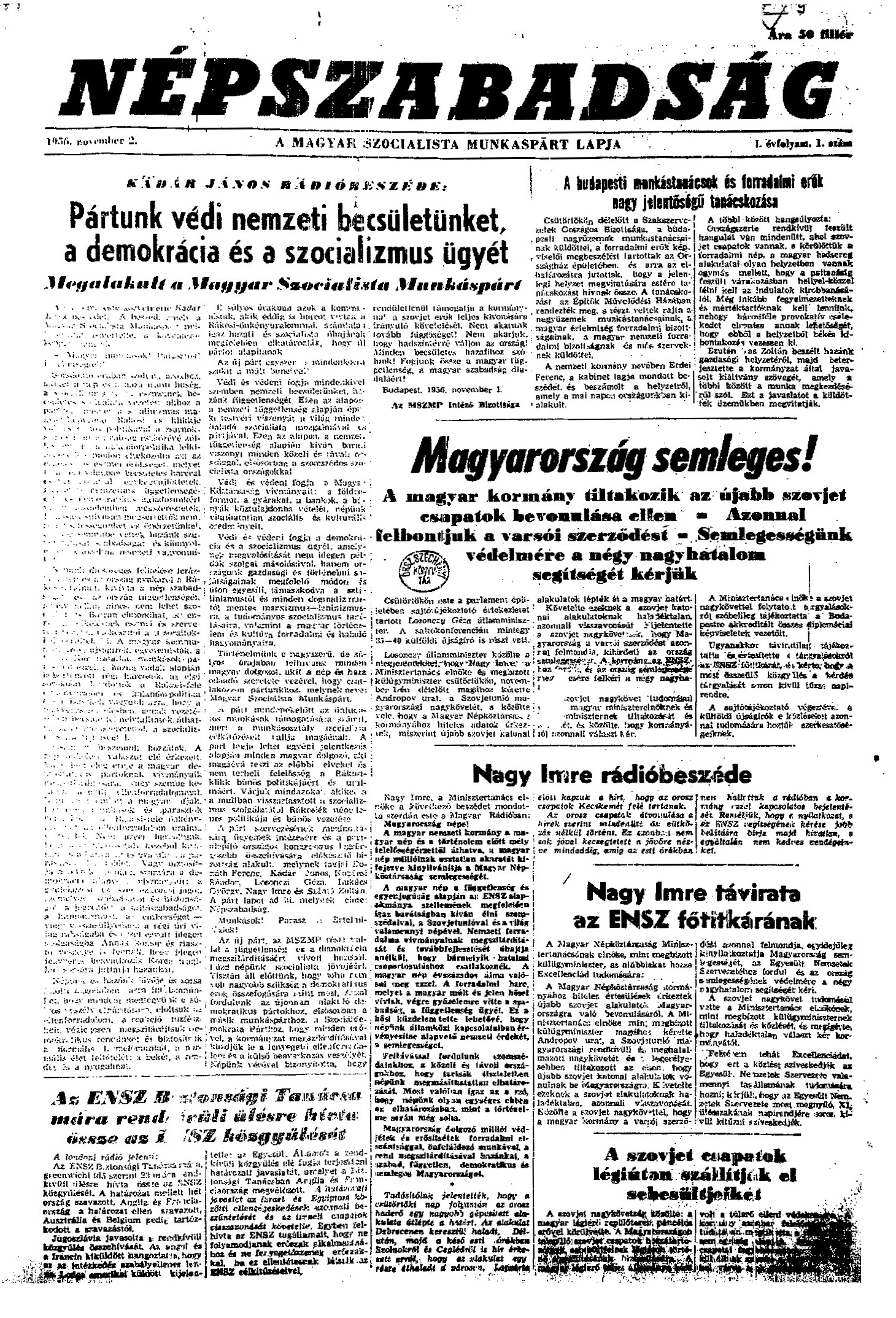
A Népszabadság 1956. november 2-án kiadott első számának címlapja

### Az MSZMP napilapjaként az 1956-os forradalom napjaiban
1956. november 1-jén megalakult a Magyar Szocialista Munkáspárt és a Népszabadság főszerkesztőjének a Nagy Imre hívei közé tartozó Haraszti Sándort, helyettesének Fehér Lajost nevezték ki. A lap november 2-án jelent meg először, címlapján az MSZMP megalakulását, a budapesti munkástanácsok tanácskozását adta hírül, illetve a kormány tiltakozását az újabb szovjet csapatok bevonulása ellen, a Varsói Szerződés azonnali felmondásával együtt.
Első évfolyamának 1. száma az MSZMP kiadásában, a korábbi Szabad Nép utódaként jelent meg 1956. november 2-án. November 4-éig csupán 3 lapszám jelent meg, és a főszerkesztő Haraszti Sándor a szovjet bevonulás hírére Nagy Imréékkel a jugoszláv követségre menekült, később Snagovba (Románia) internálták. 1958. augusztus 19-én hat évi börtönre ítélték, majd 1960-ban kapott amnesztiát.

### A kádári restauráció indulása után

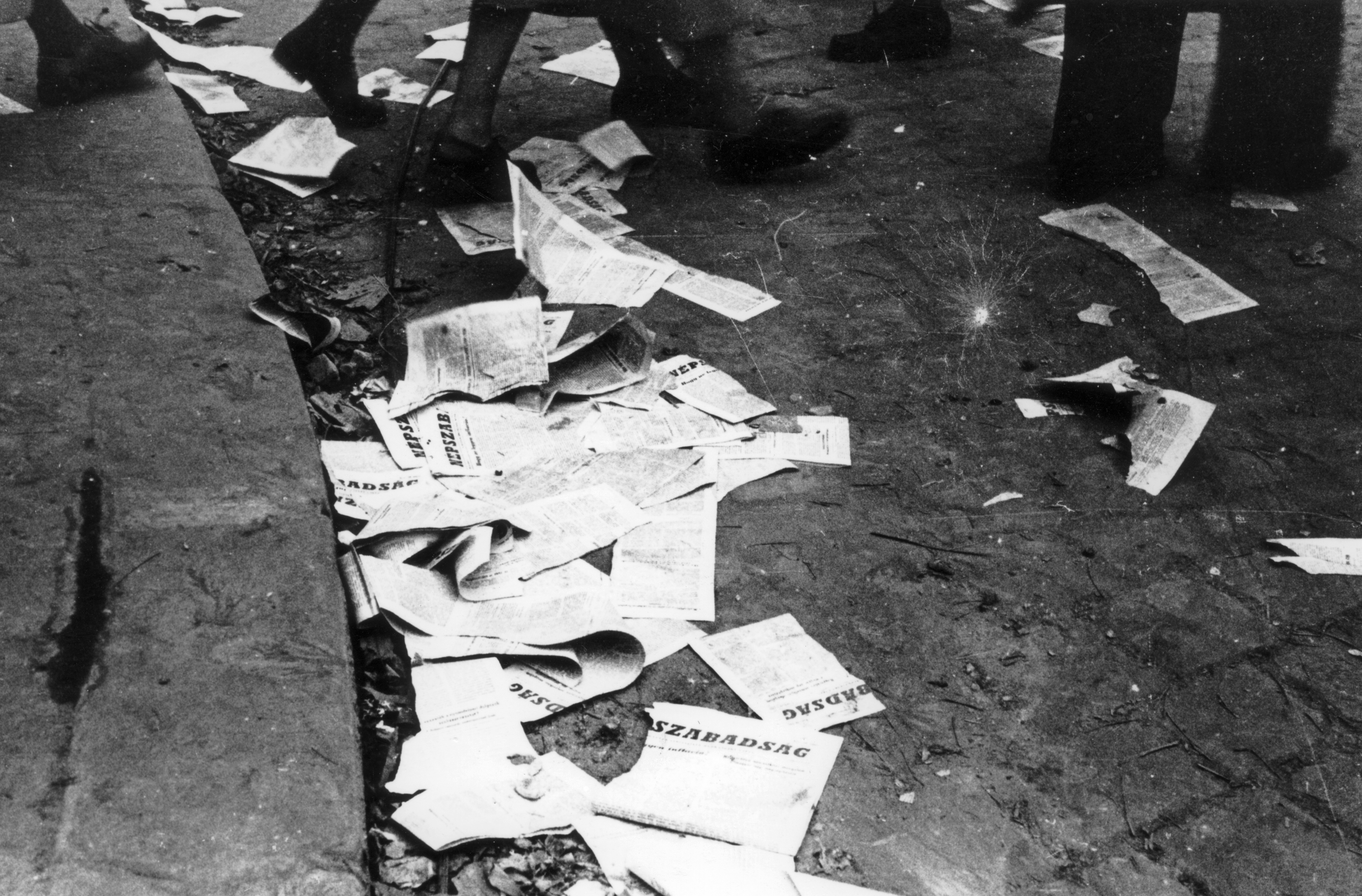
A Népszabadság 1956. november 13-i számának széttépett példányai

A forradalom leverése utáni hetekben az emberek nem voltak hajlandók megvenni a Népszabadságot (és a Népszava elődjét, a Népakaratot), vagy pedig nyilvánosan széttépték, elégették. Déry Tibor így írt naplójában, hogy „az emberek ötpéldányonként megveszik a Népszabadságot, kitépik az utolsó oldalt, ahol a melbourne-i olimpia hírei vannak, majd a többit elégetik. A rendőr csak nézi és elfordul.” Eleinte a Népszabadság újságírói nem merték ráírni kiadóként a Magyar Szocialista Munkáspárt nevét, de a felelős szerkesztő, felelős kiadó sem szerepelt rajta, a cikkek név nélkül, vagy kezdőbetűkkel aláírva jelentek meg.
1956 novemberétől, a forradalom leverése és a Kádár-kormány felállása után a Népszabadság főszerkesztője néhány hétig Fehér Lajos lett. A szovjet vezetés azonban szemrehányást tettek Kádárnak, hogy a Népszabadság szerkesztősége túl függetlenül viselkedik, és miért támogatja Fehér Lajost főszerkesztőként a Népszabadságban, aki szerintük Nagy Imre hívének számít (noha Fehér a forradalom szovjet segítséggel történő leverését javasolta Nagy Imrének). Ekkoriban a szerkesztőségben egy sztrájk is lezajlott. Ekkor a szovjet utasításra a szerkesztőség jelentős részét lecserélték, Fehért leváltották, helyére a dogmatikus, Rákosi-barát Friss Istvánt neveztették ki, átmenetileg.
1958. február 1-jétől átvette a Szabad Nép évfolyamszámozását, a III. évfolyam 26. száma után a XVI. évfolyam 27. száma következett.

### Népszabadság a Kádár-rendszerben (1956–1989)
A Kádár-rendszerben a Népszabadság mint kiemelt pártlap, a nyolcvanas évek végéig a párt szócsöve volt. Az állampárt lapjaként a Népszabadság főszerkesztői csak a legmegbízhatóbb pártkáderek lehettek, rendszerint maguk is tagjai voltak a felsőbb pártszervezeteknek, így a Népszabadság főszerkesztője a Politikai Bizottságnak, a megyei lapok főszerkesztői a megyei pártbizottságoknak. Az MSZMP Központi Bizottsága nevezte ki a Népszabadság főszerkesztőjét, a Központi Bizottság titkárai pedig a Népszabadság Szerkesztő Bizottsága tagjait.
1956-tól 1988-ig a Népszabadság főszerkesztő-helyettese Rényi Péter volt, aki cserélődő főszerkesztők helyett a lap nagy befolyású gyakorlati irányítójává vált.

### A rendszerváltás kezdetétől
1989. október 8-tól 1994-ig fejlécén ez áll: „szocialista napilap”. Ekkortól jelenik meg a Munkáspárt lapja, A Szabadság, amely a korábbi Népszabadság eszmeiségét vitte tovább. 1990. szeptember 1-jétől a lapot a Népszabadság Rt. adta ki. Fő tulajdonosa ekkoriban a Bertelsmann AG. volt; a lapkonszern sajtókiadásáért felelős csoportjához (Gruner&Jahr AG) tartozott.
A Népszabadság 1994. május 31-től országos napilap. 1994-től CD-ROM, 1996-tól CD multimédia-formájában is olvasható.1996-tól elérhető az interneten is.
2003-ban a lap fő tulajdonosa a svájci Ringier magyarországi leányvállalata, a Ringier Kiadó Kft. lett. 2004-től többlépcsős layoutváltás történt, a lap kezdetben csak részben színes, 2006. január 4-től az egész lap színes lett.
2014 januárjában a Ringier és az Axel Springer-Budapest Kiadói Kft. fúziója miatt a Gazdasági Versenyhivatal (GVH) döntése szerint túl nagy lett volna ezek piaci részesedése Magyarországon, ezért a portfólió egy részét (regionális lapok és országos média mellett a Népszabadságot kiadó cég 70,4%-át) az osztrák Vienna Capital Partners (VCP) vette át, amelynek fő tulajdonosa Heinrich Pecina osztrák üzletember. A VCP októberben a Mediaworks Hungary Zrt. nevű cégbe vonta össze magyarországi médiaérdekeltségeit.
A Népszabadság a tulajdonosváltáskor meg akarta tartani a korábbi kiváltságokat, például, hogy a "szocialista párt régi, kiérdemesült funkcionáriusai" írhassanak a lapba, busás honoráriumért. Pecina ezeket kifogásolta, de szabad kezet adott az újságíróknak. Abban reménykedett, hogy a magyar lakosság kormánykritikus részének a megszólításával fel lehet fejleszteni az újságot, de várakozásai nem teljesültek, a Népszabadság egymillió euró veszteséget hozott évente.
A tulajdonos 2015-ben felajánlotta, hogy rendkívül jutányosan eladja a lapot az MSZP-nek, de a pártnak ehhez „nem volt bátorsága”, és június 2-án az MSZP pártalapítványa adta el 27,65%-os, a munkatársak egyesülete pedig 1,42%-os részesedését a Mediaworksnek. Az eladáskor a Népszabadság kiadói jogai már a cégcsoport egy másik cégében, a Mworks Print Zrt.-ben voltak.

### Felfüggesztése és megszüntetése

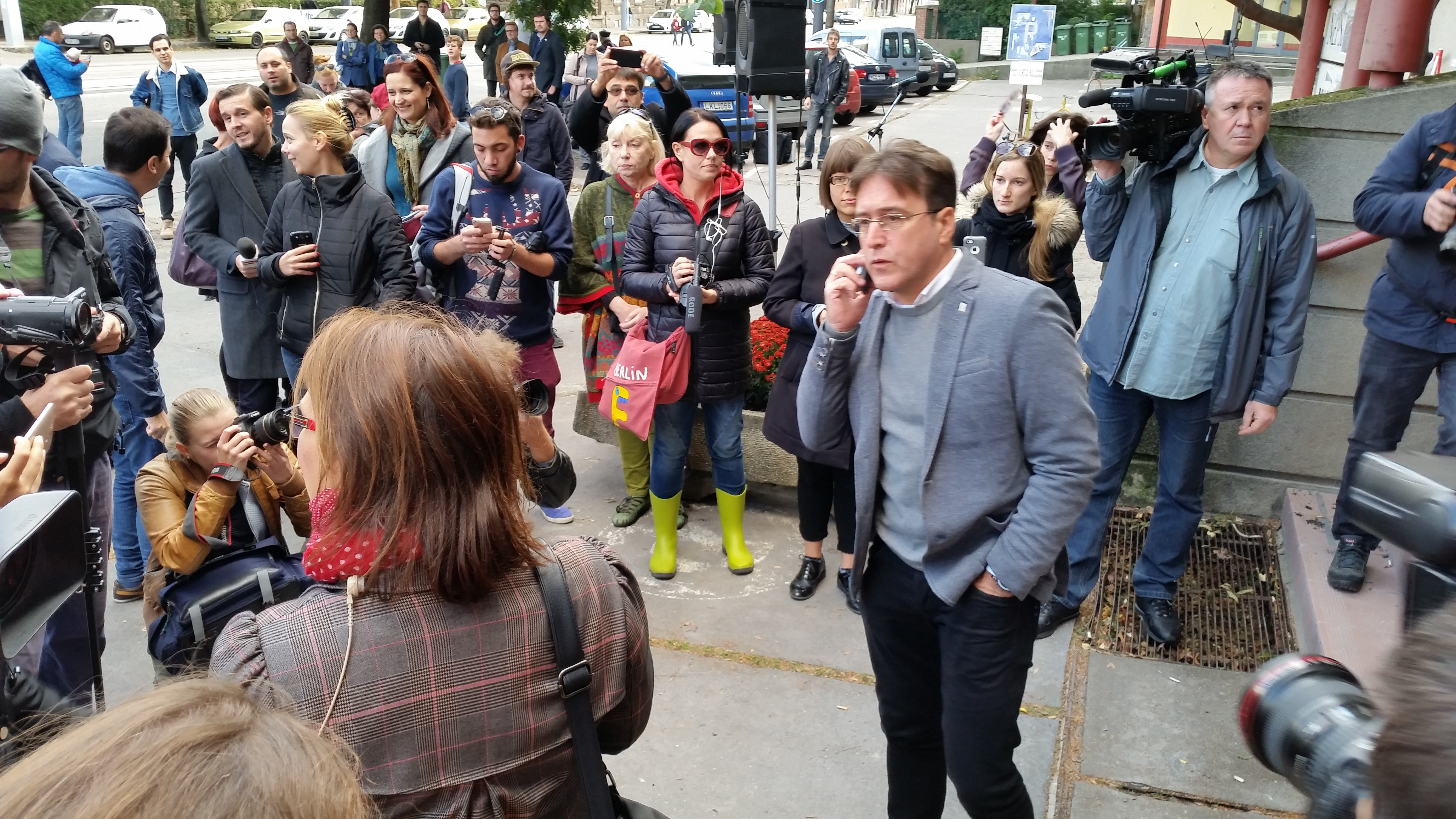
Murányi András főszerkesztő telefonon tárgyal a tulajdonosokkal

A Mediaworks 2016. október 8-án reggel váratlanul, a dolgozók és a főszerkesztő előzetes tájékoztatása nélkül felfüggesztette az újság nyomtatott és internetes kiadását egyaránt. A webarchívumban az utolsó fennmaradt online oldal a 2016.10.06 16:23 másodperces állapotot teszi elérhetővé. A kiadó szerint a lap 2007 óta több mint 5 milliárd forint veszteséget termelt.
A bevételek növekedése és a menedzsment költségcsökkentési intézkedései ellenére a Népszabadság esetében ez idáig sajnos nem sikerült megteremteni a pénzügyi eredményességet.
(Adatok forrásai:)
Az érvényes hirdetési szerződések ellenére azonnali hatállyal elzárták a hozzáférést a lap internetes archívumához is, ami pedig folyamatosan jelentős reklámbevételt generált, gyakorlatilag költség nélkül. A lap azonnali hatályú felfüggesztését a gyakorlatban végrehajtó Katona Viktor, a Mediaworks Zrt. eddigi pénzügyi és operatív igazgatója, megbízott vezérigazgató egészségügyi okok miatt október 10-én, kinevezése után három nappal kérte munkaviszonya megszüntetését. Ő lett Mediaworks Zrt. megbízott vezérigazgatója, amikor a Népszabadság elleni intézkedések előtt Rónai Balázs addigi vezérigazgató a saját kérésére távozott.
A kiadó szerint átmeneti intézkedésről van szó, hivatalos közleményükben a „Népszabadság felfüggesztésével és újraindításával” kapcsolatos egyeztetés kezdeményezéséről beszélnek. A lap mint brand a felfüggesztés miatt gyorsan veszít az értékéből, és ez a tulajdonos mellett a neki hitelező bankokat is súlyosan károsíthatja.
Heinrich Pecina, a Népszabadságot is kiadó Mediaworks Hungary Zrt-t tulajdonló Vienna Capital Partners elnöke úgy nyilatkozott, hogy a döntésnek kizárólag gazdasági okai vannak. A Népszabadság adta a Mediaworks forgalmának tíz százalékát, de a lappal kapcsolatos kiadások negyven százalékkal csökkentették a cég nyereségét. Hozzátette, hogy 2015-ben el akarta adni az újságot az MSZP-nek, de a szocialistáknak „nem volt bátorságuk” átvenni. A Profil című osztrák online hírportálnak adott interjújában az üzletember egyszerű gazdasági okokra vezette vissza a felfüggesztés tényét:
„A Népszabadság az elmúlt tíz évben csak veszteséget termelt, a példányszám drasztikusan csökkent, mivel az emberek már nem érdeklődtek az újság iránt.”
Pető Péter, a felfüggesztett lap volt főszerkesztő-helyettese pontról pontra cáfolta Heinrich Pecina állításait és a nyilatkozatában a legrosszabb „fideszes” módszerrel vádolta meg az osztrák üzletembert. Az interjúban túszejtéssel vádolta korábbi munkadóit, mivel a felfüggesztés miatt más orgánumnak sem dolgozhatnak: „A cég túszaiként vagyunk itt jelen továbbra is, hiszen továbbra sem rúgtak ki, felfüggesztett munkavállalók vagyunk.”
Október 20-án a hajléktalanok által írt és terjesztett Fedél Nélkül című lap 581. rendkívüli lapszáma Népszabadság-melléklettel jelent meg, amelyet a felfüggesztett újság szerzői írtak és rajzoltak.
Október 25-én az Opimus Press Zrt.-hez került a Népszabadságot is tulajdonló Mediaworks Hungary Zrt. részvényeinek 100%-a. Az Opimus Presst tulajdonló Opimus Group Nyrt. részvényeit – a kisbefektetőkön kívül – a Kajmán-szigeteken bejegyzett Cariati Holding Ltd. (24,54%), a nigériai TAC Investment Ltd. (15,86%) és a szekszárdi székhelyű Status Capital Befektetési Zrt. (8,38%) birtokolja. Az Index információi alapján ez a cég az Orbán jó barátjaként számontartott, milliárdos közbeszerzéseket elnyerő Mészáros Lőrinc felcsúti polgármesterhez és nagyvállalkozóhoz áll közel, a Válasz a cégbírósági adatok alapján pedig kiderítette, hogy kisebb részvényesként az a Scentrum Kft. is képviseltette magát az Opimus közgyűlésén, melyet 100 százalékban Mészáros intézője, Csík Zoltán birtokol. Az Opimus Nyrt. igazgatósági tagja még Mátrai Gábor, aki közös vagyonkezelő részvénytársaságot (Medio Vario Zrt.) működtet Mészáros két lányával, továbbá Csík Zoltánnal, illetve a felcsúti Mészáros és Mészáros Kft. ügyvezetőjével, Halmi Tamással. Mészáros azonban tagadta, hogy megvette volna a Népszabadságot, ahogy Csík cégbeli pozícióit is, állítása szerint egyetlen egy Opimus-részvénye sincs és nem is volt.
November 3-án a Fővárosi Közigazgatási és Munkaügyi Bíróság kimondta, hogy a Mediaworks megsértette a Munka Törvénykönyvét azzal, hogy a lap bezárása előtt legalább tizenöt nappal nem kérte ki a munkavállalók képviselőinek előzetes véleményét a döntéssel kapcsolatban.

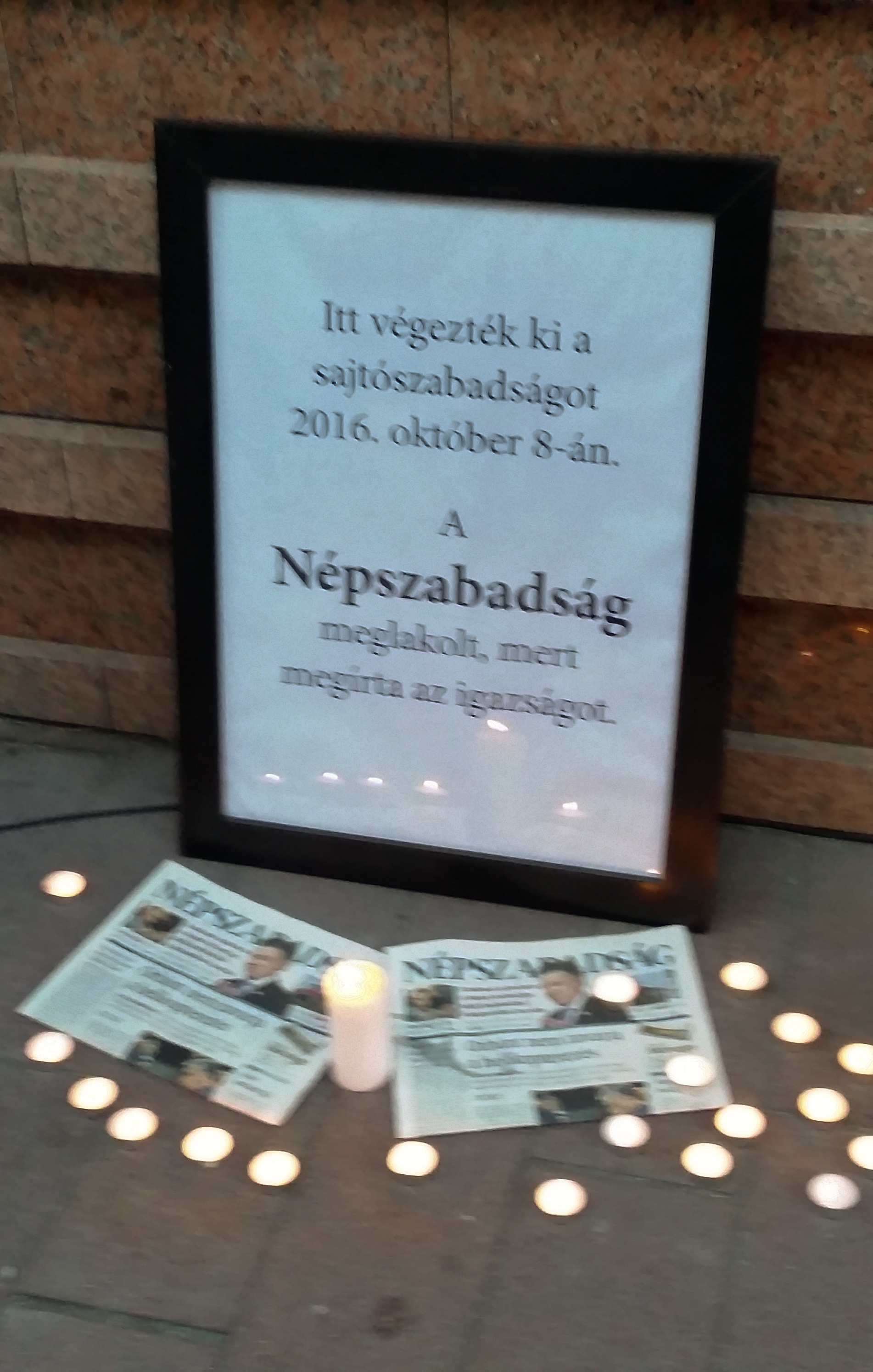
Tiltakozó gyűlés a lap megszüntetése miatt a szerkesztőség épületénél

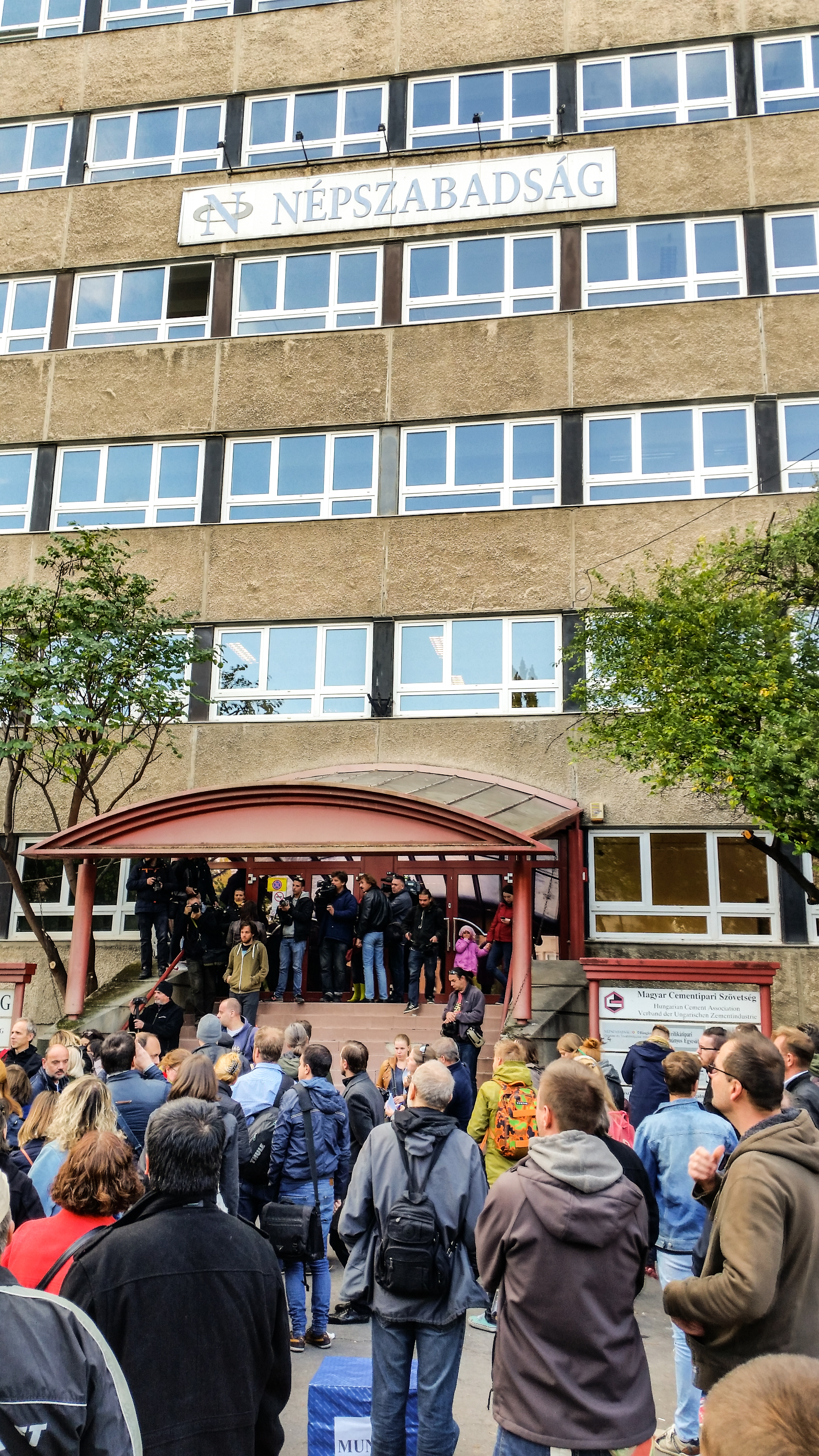
A dolgozók kizárása miatti demonstráció a lap szerkesztőségénél

December 12-én az Opimus Press Zrt. közölte, hogy Mediaworks Hungary Zrt. igazgatósága nem látja sem racionális lehetőségét, sem gazdasági megalapozottságát a Népszabadság újraindításának, ezért a napilap megszüntetését javasolták a tulajdonosnak. A nol.hu honlapot sajtótörténeti értékére tekintettel újra elérhetővé teszik ingyenes, bárki számára hozzáférhető archívumként. December 19-én el is távolították a Népszabadság feliratot a korábbi szerkesztőségi épületről, ezt az újság volt szerkesztősége a Facebookon úgy kommentálta, hogy „Az első őszinte mozdulatuk.”

#### Vélemények a felfüggesztésről
Kicsaltak minket a jégre, és alánk robbantották
Pető Péter, a Népszabadság volt főszerkesztő-helyettese többször nyilatkozta, hogy véleménye szerint politikai okból akarták megszüntetni a lapot, hisz ha gazdasági oka lett volna, akkor ezt rengeteg módon tudathatták volna a szerkesztőséggel és kínálhattak volna alternatívákat a lap fenntartására, ilyen megkeresés azonban nem történt. Hozzátette, hogy ha veszteséges a lap és az értéktelen a tulajdonosnak "egy euróért vagy egy forintért" is eladhatná azoknak, akik szeretnék azt megmenteni. Erre tettek ugyanis korábban javaslatot a lap munkatársai. Kitért arra is, hogy a dolgozókat bizonytalanságban tartják, amit az „emberkínzás egy fajtájának” nevezett, ezért felszólította a tulajdonost, hogy minél előbb tisztázza a munkavállalók helyzetét.
Szőcs Géza, Orbán Viktor kulturális főtanácsadója „rendkívüli csapásnak” nevezte a magyar sajtószabadságra nézve a Népszabadság felfüggesztését, különösen, hogy akkor az archívum sem volt hozzáférhető. A tanácsadó megnyilatkozására a miniszterelnök szóvivője, Havasi Bertalan így reagált: „Érthető, hogy vannak, akik vonzódnak a balos szubkultúrához, és nekik most hiányérzetük van.” Szőcs erre reagálva közölte, hogy bár szerinte is írt elfogadhatatlan véleményt, a Népszabadság megszüntetése csorbítja a sajtószabadságot és így a véleményszabadságot, ezzel pedig sérül a nemzet joga a pluralizmushoz, a sokszínűséghez, a nézetek és vélemények gazdagságához. Havasi erre csak annyit válaszolt, hogy a véleményük nem változott.
Október 25-én a Népszabadságot is tulajdonló Mediaworks Hungary Zrt. részvényeinek 100%-a az Opimus Press Zrt.-hez került, mely cég több sajtóorgánum információi alapján a kormányfő barátjaként számontartott Mészáros Lőrinc érdekeltségébe tartozik, ezt azzal indokolták, hogy kisebbségi részvényesként az a Scentrum Kft. is képviseltette magát az Opimus Presst tulajdonló Optimus Group Nyrt. közgyűlésén, melyet 100 százalékban Mészáros intézője, Csík Zoltán birtokol. Az Opimus Nyrt. igazgatósági tagja még Mátrai Gábor, aki közös vagyonkezelő részvénytársaságot (Medio Vario Zrt.) működtet Mészáros két lányával, továbbá Csík Zoltánnal, illetve a felcsúti Mészáros és Mészáros Kft. ügyvezetőjével, Halmi Tamással. Az értesülések ellenére Mészáros cáfolta ezeket a híreszteléseket, állítása szerint semmi köze a lap megvásárlásához, és egyetlen egy Opimus részvénye sincs. Szerinte az sem igaz, hogy Csík Zoltán az Opimus egyik cégében igazgatósági tag lenne.
Több médium, mint a Kettős Mérce blog, a 444.hu, a Magyar Narancs, az Átlátszó.hu és a Mérték blog szerzői szerint a tranzakcióval bebizonyosodott, hogy politikai oka volt a lap megszüntetésének vagy megszerzésének, amelynek az előkészítése a 444.hu, illetve Rényi Pál Dániel véleménye szerint már évek óta zajlott. A HVG véleménye szerint a Médiatanács és a Gazdasági Versenyhivatal asszisztálásával zajlott le a Népszabadsággal együtt más lapok politikai alapon történő átjátszása kormányközeli érdekeltségekbe.
Mellár Tamás közgazdász egy október 26-i interjúban szintén politikai beavatkozásnak tekintette a Népszabadság felfüggesztését. Szerinte ez egy, a sikertelen 2016-os népszavazás utáni erőfitogtatás volt. Mellár és huszonhét másik MTA-akadémikus korábban nyílt levéleben figyelmeztetett az elmúlt évek antidemokratikus lépéseire, melyekbe a Népszabadság felfüggesztését is belesorolták.
A Népszava szerint a lap olvasói és újságírói körében általános a vélekedés, hogy a döntést maga Orbán Viktor miniszterelnök hozta meg, elsősorban az utóbbi hetekben a Népszabadságban megjelent, Rogán Antalt és Matolcsy Györgyöt érintő információk miatt. Ezt a feltételezést Hargitai Miklós, a Népszabadság újságírója nem osztotta.

#### Tiltakozások a felfüggesztés ellen
A megszüntetés estéjén a lap szimpatizánsai több tüntetést is rendeztek. Az Origo.hu aznap közölte, hogy "Egy időben két helyszínre is tüntetést hirdettek azok, akik elfogadhatatlannak tartják, hogy felfüggesztették a Népszabadság megjelenését. A Tüntetés a sajtószabadságért Facebook-csoport a Kossuth térre hívta az embereket, az MSZP pedig a kiadó székházához, a Corvin negyedbe." A szerkesztőség épületénél az MSZP vezetői mondtak rövid beszédeket, majd a résztvevők csatlakoztak a Kossuth téren összegyűlt többezres tüntetéshez. A tüntetők közül néhányan a Magyar Idők című lap számait égették el, amitől a szerkesztőség munkatársai később elhatárolódtak és Betűt nem égetünk kezdetű üzenetükben a lap megvásárlásának mellőzését kérték támogatóiktól.
Elfogadhatatlannak tartjuk a lap kiadójának, a Mediaworksnek az újságírókkal szembeni eljárását. Elfogadhatatlannak tartjuk, hogy nem tájékoztatott terveiről, félrevezette munkatársait, a költözésre való hivatkozással kizárta őket munkahelyükről, megfosztotta őket attól is, hogy digitális adataikhoz hozzáférjenek.
2016. október 9-én a lap dolgozói megjelentek munkahelyük előtt, készen arra hogy felvegyék a munkát, annak ellenére, hogy felfüggesztették őket. A számos szimpatizánssal együtt végrehajtott demonstráció célja a lockout, a dolgozóknak a munkahelyükről történt jogellenes kizárásának bizonyítása volt.
Stevan Harnad a Népszabadság megszüntetése elleni tiltakozásul lemondott az MTA külső tagságáról, példája nyomán Thomas Jovin is lemondott az MTA tiszteleti tagságáról. Ezenkívül Torsten Wiesel Nobel-díjas tudós is lemondott az MTA tiszteleti tagságáról.
Megszüntetése után a Magyar Tudományos Akadémia 28 akadémikusa – részben a Népszabadság bezárására is utalva – a sajtószabadság helyzete miatt is aggodalmukat fejezték ki.

### Nemzetközi visszhang
A lap felfüggesztése és az azzal kapcsolatos magyarországi tiltakozások nagy nemzetközi visszhangot váltottak ki. A Dennik N szlovákiai szlovák nyelvű napilap magyar nyelvű címlappal vállalt szolidaritást a Népszabadsággal. Szlovákiai magyar nyelvű lapok is tiltakoztak, és a lengyel Gazeta Wyborcza is szolidaritásáról biztosította a Népszabadságot. Az Európai Újságíró Szövetség is tiltakozott, a Magyar Újságírók Országos Szövetségének ügyvezető elnöke viszont gazdasági ügynek tartja a történteket. Richard Quest, a CNN sztárriportere is hosszan foglalkozott a Népszabadság bezárásával.
Az Európai Bizottság szóvivője aggodalmát fejezte ki, Martin Schulz, az Európai Parlament elnöke magyar nyelvű Twitter-üzenetben reagált. Az Európai Biztonsági és Együttműködési Szervezet (EBESZ) sajtószabadságért felelős képviselője szerint a legnagyobb magyar ellenzéki újság bezárása „hatalmas csapás” a sajtószabadságra. Gianni Pittella, az Európai Parlament szociáldemokrata frakciójának vezetője is azt nyilatkozta, hogy a sajtószabadság veszélyben van Magyarországon mert: "az antidemokratikus rendszerekben gyakori, hogy bezárnak olyan ellenséges újságokat, amelyek – például korrupciós ügyek feltárásával – aláássák a kormány hatalmát. Éppen ez történt a Népszabadsággal".
A békemeneteket is szervező magyarországi civil közösségek szervezete a CÖF - CÖKA (Civil Összefogás Közhasznú Alapítvány) közleményben tiltakozott emiatt, hangsúlyozva, hogy ez a nyilatkozat 1956 hatvanadik évfordulóján minden magyar ember számára sértő.
Andreas Unterberger, az osztrák Die Presse és a Wiener Zeitung korábbi főszerkesztője figyelemreméltónak minősítette, hogy az Európai Bizottság a korábbi újságmegszüntetések idején teljesen hallgatag volt, míg a Népszabadság tekintetében hivatalos nyilatkozatban fejezi ki aggodalmát. Szerinte a példányszám és a bevételek drasztikus csökkenése miatt a lap szerkesztőségének és támogatóinak visszafogottabbnak kellene lennie, ahelyett, hogy „politikailag üldözötteknek próbálják magukat beállítani”.

## Főszerkesztői
- 1956. október 31. – 1957. április 8.: Haraszti Sándor
- 1957–1961: Nemes Dezső (a szerkesztőbizottság vezetője)
- 1961. szeptember – 1965. június: Komócsin Zoltán
- 1965–1970: Gosztonyi János
- 1970–1974: Sarlós István
- 1974–1977: Katona István
- 1977–1980: Nemes Dezső
- 1980–1982: Várkonyi Péter
- 1982–1985: Berecz János
- 1985–1989: Borbély Gábor
- 1989–2004: Eötvös Pál
- 2004–2011: Vörös T. Károly
- 2011–2014: Tóth Levente (megbízott)
- 2014–2015: Murányi Marcell
- 201500000: Nagy N. Péter (megbízott)
- 2015–2016: Murányi András[82]

## Fejezetek történetéből

### 1956
“…A Népszabadság … nem bizonyítja kellő tényekkel az ellenforradalom tényét. Jóformán semmi sem került nyilvánosságra abból, hogy milyen “kiemelkedő” fasiszta személyeket tartóztattak le, hogyan és hol képezték ki őket, mi volt a céljuk itthon stb stb…. Rendkívül gyenge az antiimperialista propaganda. Alig van az imperialista sajtóval, rádióval vitába szálló cikk vagy rádiókommentár. … “Igen hasznos híreket, munkástanácselnökök nyilatkozatát, pozitív kezdeményezéseit az újság beküldése ellenére félreteszi. Ezen feltétlenül változtatnunk kell. [pl]: beküldtek tudósítást olyan munkástanácsról, amely 10-12 függetlenített főt tart el, külön konyhát rendezett be a munkástanácstagok számára. És ezt sem közölték.”. (Az MSZMP Bp-i IB 1956. december 21-i feljegyzése , in: ZBSZ)

#### Terjesztése 1956-ban
“[a Népszabadságot] már reggel 9 órakor nem lehet kapni az utcán. Még nagyobb panasz az üzemekben, az üzemi dolgozók egyszerűen nem jutnak hozzá. Nagyon kérik, hogy a legsürgősebben meg kell oldani az előfizetési rendszert”. “Súlyos hibák, mulasztások és szabotálások történtek a lapok és egyéb kiadványok szállítása és terjesztése terén. Különösen sok visszaélés történt a Népszabadság szállítása és terjesztése körül. Több vidéki postahivatal a lapokat és kiadványokat nem továbbította, vagy nem az illetékes helyre szállította. (...) Az elmúlt hetekben például Dorog háromszor (...) kapott Népszabadságot. (...) Az elmúlt hetekben (1956. december) is voltak olyan községek, tanyák, főleg az Alföldön, ahol nem tudták, hogy milyen kormány van hatalmon. (...) A párt lapját és kiadványait hosszú ideig a párt gépkocsijaival fegyveres kísérettel továbbítottuk a megyei székhelyekre. A lapok továbbítását (...) akadályozta és gátolta a postahivatalok sztrájkja és egyéb felelőtlen elemek szabotálása." (1956. december 17. MSZMP IKB, in: ZBSZ.)

### 1972
“A Népszabadság az MSZMP központi napilapja. 1956 óta jelenik meg ezzel a címmel, a Szabad Nép utódaként (ennek évfolyamszámozását folytatja). (…) A lap nevének megváltoztatását az MSZMP Ideiglenes Központi Bizottsága 1956. december 8-án hozott határozata véglegesítette. A Népszabadság az ellenforradalom utáni konszolidáció megteremtésének jelentős tényezője lett, nagy hatással volt a közvéleményre. (…) Széles körű elterjedtségét annak is köszönheti, hogy egyesíti a pártlap és a tömeglap jellegzetes vonásait.” (Gallyas–Fülöp 1972)

### 2003
2003. szeptember 15-én (6 nappal a világhírű tudós halála után) a néhai Teller Edének tulajdonított, az ellenzéket lejárató levél jelent meg a lap hétfői számában. Az amúgy Fidesz-szimpatizánsként ismert tudósnak tulajdonított levél a Fideszt többek között Amerika-ellenességgel és antiszemitizmussal vádolta. A levelet valójában Zeley László újságíró (aki korábban együtt dolgozott Tellerrel) szövegezte még a tudós életében, és el akarta érni, hogy a tudós a nevét adja a levélhez, azonban ő ezt megtagadta. Később Zeley ennek ellenére mint Teller levelét publikáltatta, és a hitelességét egy aláírt névjegykártyával támasztotta alá. Az ál-Teller-levél nagy botrányt kavart, Eötvös Pál, a lap akkori elnök-főszerkesztője kedd este beismerte, hogy a levél nem eredeti; szerdán pedig bocsánatot kért az olvasóktól. Ugyancsak kedd este, Eötvös beismerésével egy időben Horn Gyula üzletemberek előtt még a következőket mondta: „Minden jel szerint Teller Ede levele hiteles, tényleg ő írta. Nem tudom, olvasták-e: mintha mi írtuk volna. Egyébként én azért is el tudom képzelni, hogy ezt ő írta, mert elég jól ismerem őt, többször találkoztunk, együtt szerepeltünk rendezvényeken, ugyanez a stílusa volt akkor is.” A MÚOSZ Etikai Bizottsága Halász János Fidesz-szóvivő beadványa nyomán etikai eljárást indított, és „szigorú megrovás etikai büntetésben” részesítette Eötvös Pált (Eötvöst mindezek ellenére 2004 februárjában a MÚOSZ elnökének választották).

## A lap jellemzői

### Fontosabb rovatai 2014-ben
- Magyarország
- Világ
- Kultúra
- Vélemény
- Gazdaság
- Mozaik
- Sport

### Fontosabb mellékletei 2014-ben
- Hétvége (szombat)
- Lakástrend
- Utazás
- Kerékvilág
- Európai Unió
- Programajánló
- Könyvszemle
- Tudomány
- Technika
- Infovilág
- Egészség
- Zöld oldal
- TV magazin

### Szerkezete
Az LXVI. évfolyam 29. számával kezdve az áttekinthetőség kedvéért a Népszabadság hétköznaponként két laptagban, 16 oldalon jelenik meg. Az első laptagban a belpolitika, a külpolitika, a gazdaság hírei. A második laptagban a Fórum és Vélemény rovat véleményírásai, a kultúra és az érdekességek Mozaik rovata olvasható, és a hagyományosan az utolsó oldalon szereplő Sport rovat zárja.

### Néhány egykori vezető publicistája
- Megyesi Gusztáv
- Uj Péter
- Csányi Vilmos
- Szilágyi Ákos
- Lengyel László
- Gombár Csaba
- Nagy N. Péter

### Példányszáma
- 1956: 598 ezer (1956. december 17. MSZMP IKB, in: ZBSZ)
- 1971: 730 ezer hétköznap, 810 ezer vasárnap. (Gallyas–Fülöp 1972)
- 1994: 300 ezer körül
- 2002: 200 ezer körül
- 2009: 90 ezer körül
- 2011: 67 ezer körül[88]
- 2015: 40 ezer[1]
- 2016: 37 ezer[1]

Példányszáma csökkenése ellenére továbbra is magasan vezette a közéleti napilapok példányszám szerinti listáit.

### Terjesztése felfüggesztéséig
- Kiadó: Mediaworks
- Cím: 1082 Budapest, Futó utca 35-37.
- Megjelenési gyakoriság: naponta hétfőtől szombatig
- Megjelenések száma évente: 304
- Oldalak száma: 16

### A Népszabadság bevezette
- Az étteremkritikákat (Wittman fiúk) (ez később megszűnt),
- a rendszeres havi könyvmellékletet,
- a minden nap megjelenő művészetkritikát, például zene- vagy irodalomkritika,
- a hétvégi mellékletet.

### A szerkesztőség által alapított díj
- Respekt-díj, amelyet 2015-ben alapítottak az esztendő meghatározó személyisége számára.[89]

### Utolsó szerkesztőségi vezetői
- Főszerkesztő: Murányi András
- Főszerkesztő-helyettesek: Nagy N. Péter, Gergely Márton, Pető Péter
- Politika és gazdaság: Bita Dániel
- Világ: Horváth Gábor
- Kultúra, Magazin, mellékletek: Kuczogi Szilvia
- Sport: Hegyi Iván
- NOL: Komáromi Gergely
- NolTV: Kovács Klára
- Hétvége: Trencsényi Zoltán, N. Kósa Judit
- Fórum: Révész Sándor